# フェリックス・カルデナス

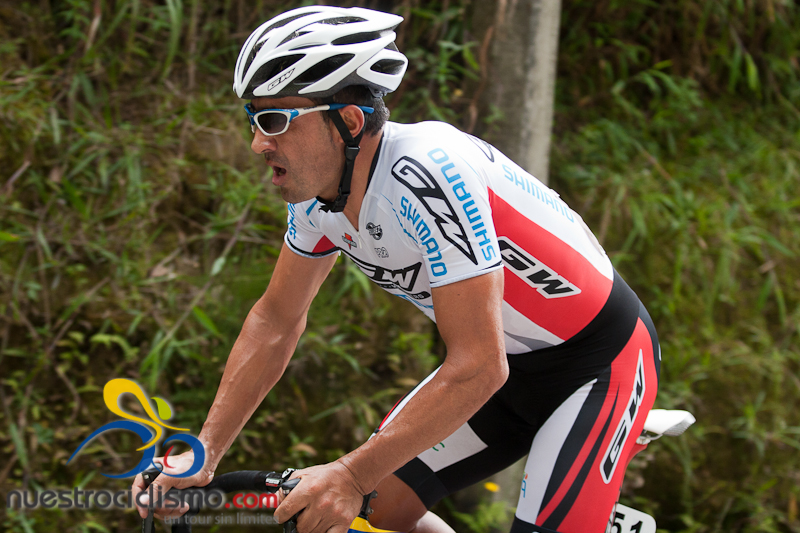
フェリックス・カルデナス

フェリックス・ラファエル・カルデナス・ラバロ（Félix Rafael Cárdenas Ravalo、1973年11月24日 - ）はコロンビア・サンタンデール県出身の自転車競技選手。

## 経歴
2000年よりプロロードレース選手となる。
2001年のツール・ド・フランス第12ステージを勝利。
2003年、2004年のブエルタ・ア・エスパーニャではいずれも山岳賞を獲得した。
2005年にバルロワールドに移籍。同年のツアー・オブ・ジャパンで個人総合優勝・ポイント賞・山岳賞の3賞を独占した。
2008年のジロ・デ・イタリアでは総合16位。